# Live and Loud (video)
Live and Loud es un video en vivo del grupo musical estadounidense Nirvana, fue lanzado el 23 de septiembre de 2013. Fue puesto a la venta en conmemoración de los 20 años del tercer y último álbum de estudio de Nirvana, titulado In Utero.
Este muestra en su totalidad la actuación del grupo en Pier 48 de Seattle allá por diciembre de 1993, este fue grabado por MTV para su programa Live and Loud. El DVD también incluye varias secuencias como bonus de otras presentaciones pertenecientes a la gira musical hecha para promocionar el álbum de 1993, In Utero. 
El espectáculo en su totalidad era inédito, aunque anteriormente una versión más corta había sido emitido por MTV, y el audio de la canción «Scentless Apprentice» aparece en el álbum recopilatorio de canciones en directo From the Muddy Banks of the Wishkah de 1996. Además de la publicación en solitario del DVD, este mismo y una versión en CD de audio están disponibles como parte del box set que conmemora los 20 años del lanzamiento de In Utero.

## Lista de canciones
Live & Loud: En vivo en Pier 48, Seattle -  –  13/12/93
Todas las canciones fueron compuestas por Kurt Cobain excepto donde lo indique.
1. «Radio Friendly Unit Shifter»
2. «Drain You»
3. «Breed»
4. «Serve the Servants»
5. «Rape Me»
6. «Sliver»
7. «Pennyroyal Tea»
8. «Scentless Apprentice» (Cobain, Grohl, Novoselic)
9. «All Apologies»
10. «Heart-Shaped Box»
11. «Blew»
12. «The Man Who Sold the World» (David Bowie)
13. «School»
14. «Come as You Are»
15. «Lithium»
16. «About a Girl»
17. «Endless, Nameless» (Cobain, Grohl, Novoselic)

Bonus tracks
1. «Very Ape» (Live & Loud ensayo  –  13/12/93)
2. «Radio Friendly Unit Shifter» (Live & Loud ensayo  –  13/12/93)
3. «Rape Me» (Live & Loud ensayo  –  13/12/93)
4. «Pennyroyal Tea» (Live & Loud ensayo  –  13/12/93)
5. «Heart-Shaped Box» (Video original y edición del director)
6. «Rape Me» (En vivo en Nulle Part Ailleurs – Paris, Francia  –  04/02/94)
7. «Pennyroyal Tea» (En vivo en Nulle Part Ailleurs – Paris, Francia  –  04/02/94)
8. «Drain You» (En vivo en Nulle Part Ailleurs – Paris, Francia  –  04/02/94)
9. «Serve the Servants» (En vivo en Tunnel – Roma, Italia  –  23/02/94)
10. «Radio Friendly Unit Shifter» (En vivo en Munich, Alemania  –  01/03/94)
11. «My Best Friend's Girl» (Ric Ocasek) (En vivo en Múnich, Alemania  – 01/03/94)
12. «Drain You» (En vivo en Múnich, Alemania  –  01/03/94)